# Acuaterapia

La acuaterapia es el conjunto de técnicas de rehabilitación física la cual utiliza un tratamiento basado en espacios acuáticos cerrados (piscinas) u otros cuerpos de agua, donde se pueden aplicar una serie de procedimientos similares o iguales a los tradicionales, contribuyendo a mejorar las funciones musculares de acuerdo a las necesidades individuales del paciente o la persona a la que se va a tratar. Trabaja la musculatura y flexibilidad, además de disminuir el dolor.

## Destinatarios
Está destinado a pacientes con patologías ortopédicas, neurológicas o reumatológicas; personas con dificultades cardio respiratorias leves o moderadas, con problemas de sedentarismo, con autismo (en algunos casos), nerviosas, intranquilas, estresadas y con dificultad para relajarse; quienes padecen de baja autoestima, con actitud postural incorrecta y hasta quienes carecen de ritmo y agilidad. Los expertos y los mismos pacientes resaltan las numerosas ventajas que trae practicar las terapias acuáticas, pero también es importante saber que existen ciertas restricciones. Por lo tanto, hay un cierto tipo de persona que no podrá realizar dicha actividad si padece algún tipo de lesión cutánea, heridas abiertas o padece de alguna enfermedad respiratoria grave.

## Enfermedades para las que está indicada
- Artrosis
- Paraplejias
- Problemas circulatorios (varices, tromboflebitis)
- Discapacidades físicas
- Preparación al parto
- Osteoporosis
- Hernias discales
- Escoliosis
- Artritis
- Recuperación posparto
- Recuperación cardiaca
- Esguinces
- Fracturas
- Luxaciones